# Barney Mullan
Pas d'image ? Cliquez ici

b Matchs officiels uniquement.
Bernard Mullan, plus connu comme Barney Mullan, né à une date inconnue et mort le 25 septembre 1986 à Naas, est un joueur irlandais de rugby à XV, qui a joué avec l'équipe d'Irlande en 1947 et 1948, évoluant au poste d'ailier.

## Carrière
Il obtient sa première cape internationale le 25 janvier 1947 avec l'équipe d'Irlande, à l’occasion d’un match du Tournoi contre l'équipe de France. Son dernier match a lieu le 13 mars 1948 contre les Gallois. Il a un total de huit sélections nationales avec l'équipe d'Irlande. Il participe au Tournoi des Cinq Nations en 1947 et 1948. Il remporte le Grand chelem en 1948.

## Statistiques en équipe nationale
- 8 sélections
- 36 points (6 essais, 6 transformations, 2 pénalités)
- Sélections par année : 4 en 1947, 4 en 1948
- Tournois des Cinq Nations disputés: : 1947, 1948.